# 第46回ブルーリボン賞 (鉄道)

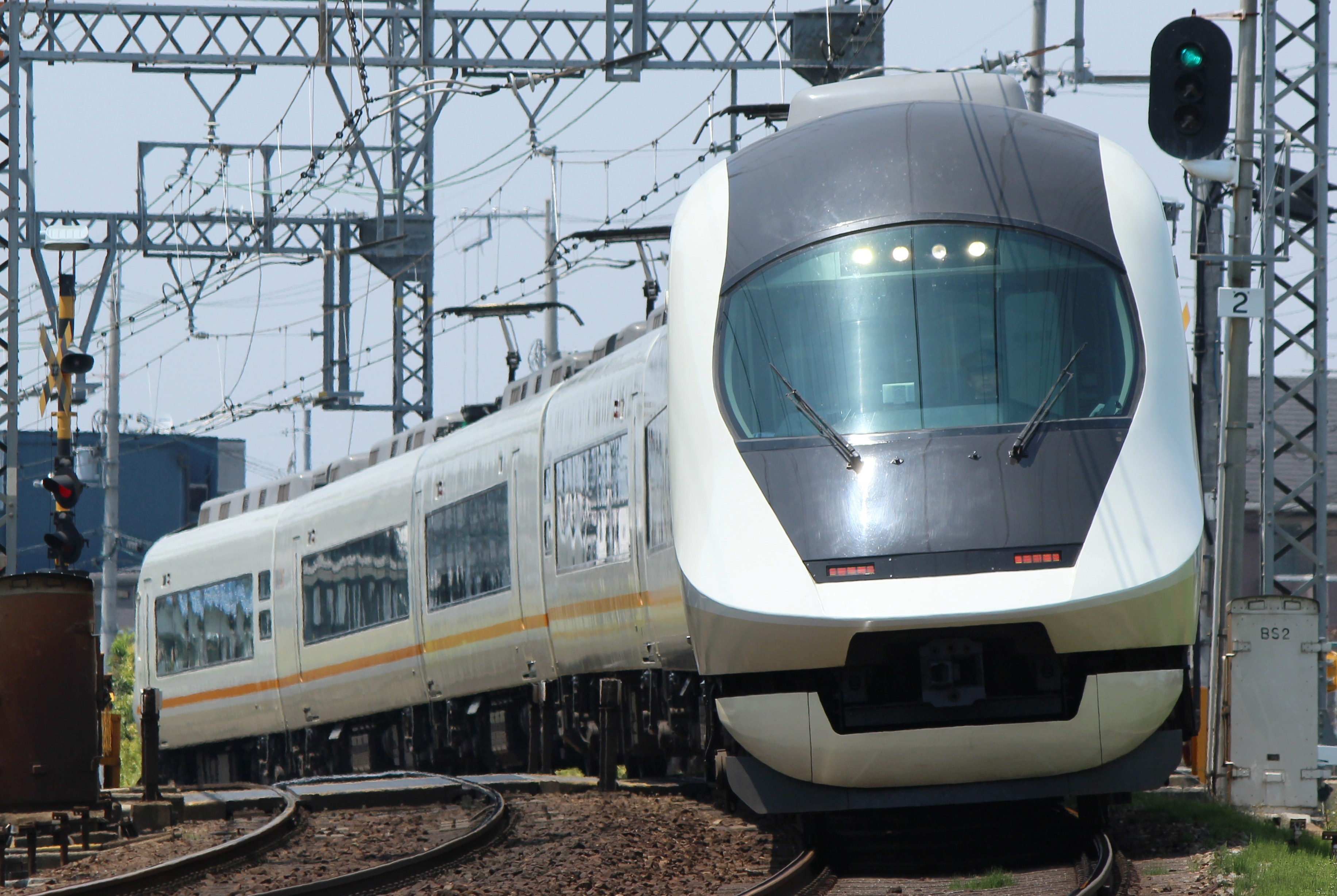
第46回ブルーリボン賞
近鉄21020系

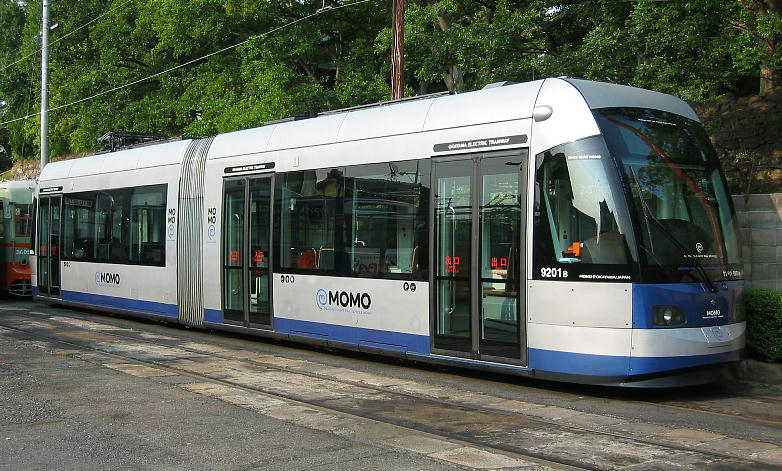
第43回ローレル賞
岡山電気軌道9200形

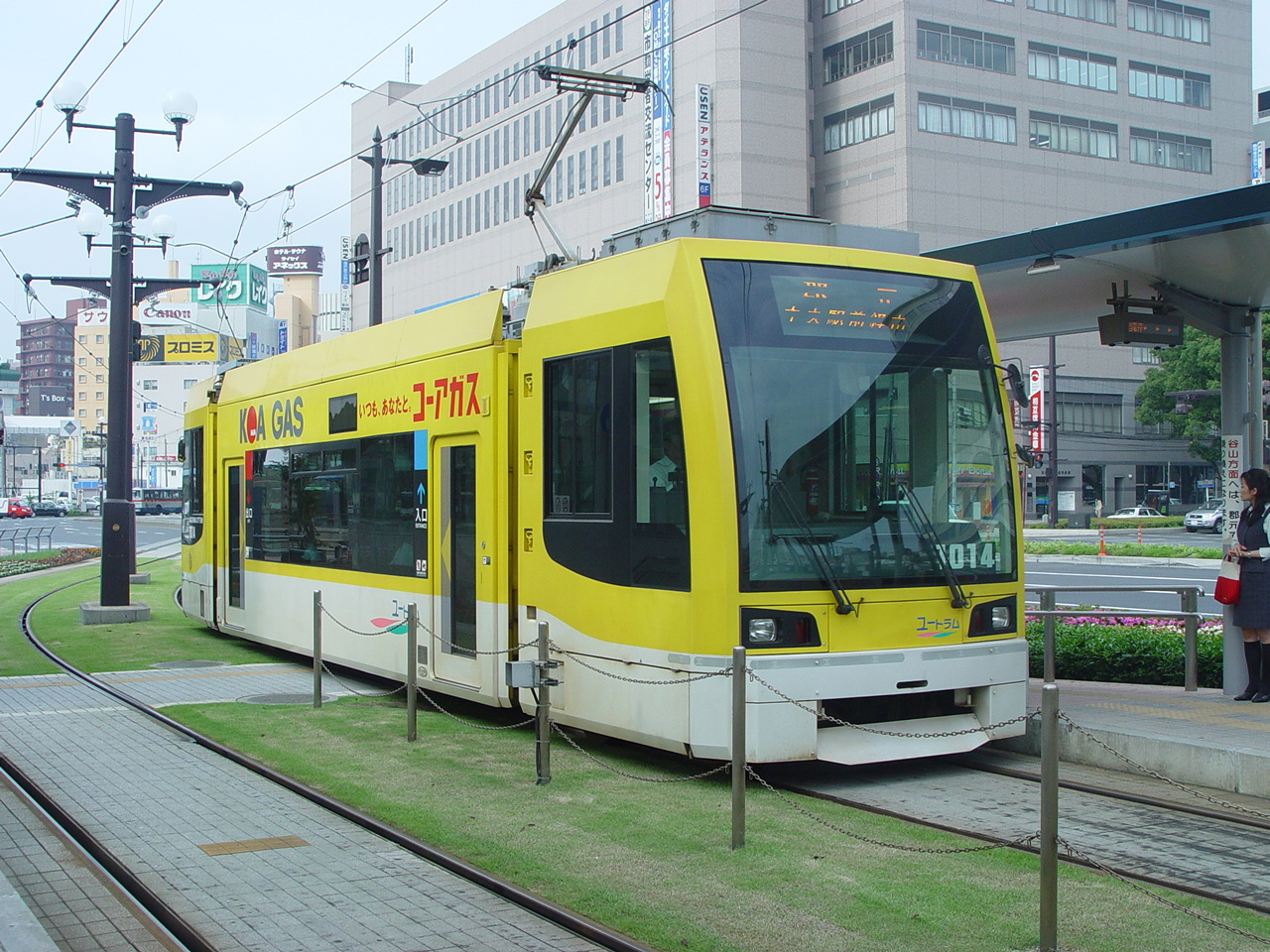
第43回ローレル賞
鹿児島市交通局1000形

第46回ブルーリボン賞（だい46かいブルーリボンしょう）は、2003年に鉄道友の会が選定したブルーリボン賞である。本項では、第43回ローレル賞（だい44かいろーれるしょう）についても併せて記す。

## 概要
日本国内で使用する鉄道・軌道車両のうち、2002年1月1日から12月31日までの間に日本国内で営業運転に就いた新形式車両またはそれとみなせる車両で、候補車両決定の時点で現に営業をしていることを概ねの要件とする選定候補車両15車種のなかから、ブルーリボン賞1形式、ローレル賞2形式が選定された。

## 選定車両

### ブルーリボン賞
- 近畿日本鉄道 21020系電車
  - 有効投票数4130票のうち最高得票の603票により選定。

### ローレル賞
- 岡山電気軌道 9200形電車
- 鹿児島市交通局 1000形電車
  - 両形式はわが国の路面電車の復権への一助となると共に車両としての完成度も高いと評価し選定。

## 候補車両
鉄道友の会ブルーリボン賞・ローレル賞選考委員会が候補車両とした15車種。
| 会社名           | 車両形式                                                |
| ---------------- | ------------------------------------------------------- |
| 北海道旅客鉄道   | 785系電車500番台 789系電車                              |
| 函館市交通局     | 8100形電車                                              |
| 日本貨物鉄道     | EH200形電気機関車                                       |
| 東日本旅客鉄道   | 205系3100番台電車 E231系500番台電車                     |
| 小田急電鉄       | 3000形                                                  |
| 東京急行電鉄     | 5000系電車                                              |
| 京浜急行電鉄     | 1000形電車                                              |
| 相模鉄道         | 10000系電車                                             |
| 江ノ島電鉄       | 20形電車                                                |
| 名古屋鉄道       | 300系電車                                               |
| 近畿日本鉄道     | 21020系電車                                             |
| 京阪電気鉄道     | 10000系電車                                             |
| 岡山電気軌道     | 9200形電車                                              |
| 伊予鉄道         | モハ2100形電車                                          |
| 土佐くろしお鉄道 | 9640形気動車（一般車） 9640形気動車（オープンデッキ車） |
| 土佐電気鉄道     | 100形電車                                               |
| 鹿児島市交通局   | 1000形電車                                              |